# Liste der Monuments historiques in Montsuzain
Die Liste der Monuments historiques in Montsuzain führt die Monuments historiques in der französischen Gemeinde Montsuzain auf.

## Liste der Objekte
| Bezeichnung           | Beschreibung                           | Standort                                   | Kennzeichnung | Schutzstatus | Datum | Bild |
| --------------------- | -------------------------------------- | ------------------------------------------ | ------------- | ------------ | ----- | ---- |
| Taufbecken            | Kalkstein, 13. Jahrhundert             | in der Kirche Conversion-de-St-Paul (Lage) | PM10001298    | Classé       | 1911  |      |
| Skulptur Heiliger Ivo | Kalkstein, Anfang des 16. Jahrhunderts | in der Kirche Conversion-de-St-Paul (Lage) | PM10001299    | Classé       | 1911  |      |
| Kirchenfenster        | aus dem 16. Jahrhundert                | in der Kirche Conversion-de-St-Paul (Lage) | PM10001300    | Classé       | 1913  |      |